# Koulelo se jablíčko
Koulelo se jablíčko je československý dvacetidílný animovaný večerníček z roku 1989 režírovaný Ivanem Renčem. O animaci se postaral Antonín Stoják, autorem hudební stránky byl Jaroslav Celba. Hlavními postavami seriálu jsou hodný červík Pepík a slepice.

## Synopse
Slepice se v každém díle snaží sníst červíka Pepíka. Pepík však zdárně uniká a zároveň stíhá pomáhat ostatním postavám, které se v seriálu objevují a dostávají se do potíží (v každém díle je to jiná postava). Pepík má k dispozici červené jablíčko, ve kterém bydlí a zároveň v něm nalezne vždy vše potřebné, aby mohl přátelům pomoci.

## Seznam dílů
1. Červík Pepík a přítel tesařík
2. Červík Pepík a moucha Libuše
3. Červík Pepík a noční můra
4. Červík Pepík a přítel chrobák
5. Červík Pepík a strejda roháč
6. Červík Pepík a slunéčko sedmitečné
7. Červík Pepík a svatojánská muška
8. Červík Pepík a stonožka Bonifác
9. Červík Pepík a vosa Žofie
10. Červík Pepík a pavouk Barbora
11. Červík Pepík a cvrček muzikant
12. Červík Pepík a šnek Josef
13. Červík Pepík a červíčka Evička
14. Červík Pepík a chrastík Otík
15. Červík Pepík a trubec Heligon
16. Červík Pepík a kobylka luční
17. Červík Pepík a krtonožka Božka
18. Červík Pepík a žabička rosnička
19. Červík Pepík a chroust jménem Toust
20. Červík Pepík a žlabatka duběnková